# Opatovice nad Labem
Opatovice nad Labem är en ort i Tjeckien.   Den ligger i regionen Pardubice, i den centrala delen av landet, 100 km öster om huvudstaden Prag. Opatovice nad Labem ligger 227 meter över havet och antalet invånare är 2 218.
Terrängen runt Opatovice nad Labem är platt.Runt Opatovice nad Labem är det ganska tätbefolkat, med 172 invånare per kvadratkilometer. Närmaste större samhälle är Hradec Králové, 7,7 km norr om Opatovice nad Labem. Trakten runt Opatovice nad Labem består till största delen av jordbruksmark.